# Красный Ключ (Красноярский край)
Кра́сный Ключ — деревня в Балахтинском районе Красноярского края России. Входит в состав Огурского сельсовета.

## География
Деревня находится на расстоянии 38 км к востоку от посёлка городского типа Балахта, административного центра района.

## Население
| 1989 | 2002 | 2010 |
| ---- | ---- | ---- |
| 186  | ↘166 | ↘145 |

### Гендерный состав
По данным Всероссийской переписи населения 2010 года, в деревне проживало 145 жителей (66 мужчин и 79 женщин).